# Thea Beckman
Pour les articles homonymes, voir Beckman.
Œuvres principales
Kruistocht in spijkerbroek
Théa Beckmann-Petie, connue sous le pseudonyme de Thea Beckman, née le 23 juillet 1923 à Rotterdam et morte le 5 mai 2004 à Bunnik, est une écrivaine néerlandaise de littérature d'enfance et de jeunesse.

## Biographie
Thea Beckman naît le 23 juillet 1923 à Rotterdam. Dès le plus âge, elle sait qu'elle veut devenir écrivaine. Adolescente, elle écrit des histoires et des morceaux de musique. Elle étudie la psychologie sociale à l'Université d'Utrecht.
Elle a écrit plusieurs romans dont le plus connu, Kruistocht in spijkerbroek, (en anglais Crusade in jeans), qui s'inspire de la croisade des enfants de 1212,a obtenu le prix Gouden Griffel. Ce roman a été adapté dans un film en 2006. Sa trilogie enfants de la terre-mère a également eu du succès.
Son pseudonyme est issu du nom de son mari (Beckmann), qu'elle voulait utiliser, mais que son éditeur lui a demandé de changer pour Beckman avec un seul «n» pour éviter un nom de consonance "trop allemande", l'Allemagne ayant une mauvaise image après la Seconde Guerre mondiale. 
Elle est morte dans sa résidence à Bunnik en 2004, à l'âge de 80 ans.

## Œuvres
- Kruistocht in spijkerbroek (Crusade in jeans)
- Enfants de la Terre-mère (trilogie)